# Emmy Albus
Pour les articles homonymes, voir Albus.
Emmy Albus, née le 13 décembre 1911 à Wuppertal (Rhénanie-du-Nord-Westphalie) et morte le 20 septembre 1995 à Berlin, était une athlète allemande dans les années 1930. De 1934 à 1936, elle a participé à deux records du monde en relais 4 × 100 mètres. Sur cette discipline, elle a été sacrée championne d'Europe en
1938 avec ses compatriotes Josefine Kohl, Käthe Krauss et Ida Kühnel.
Emmy Albus mesurait 1,72 m et pesait 57 kg en compétition.

## Palmarès

### Jeux olympiques d'été
- Jeux olympiques d'été de 1936 à Berlin ( Allemagne)
  - 6e sur 100 m
  - abandon en finale du relais 4 × 100 m

### Championnats d'Europe d'athlétisme
- Championnats d'Europe d'athlétisme de 1938 à Vienne ( Allemagne)
  - 6e sur 100 m
  -  Médaille d'or en relais 4 × 100 m

### Records du monde
- 46 s 5 en 4 × 100 mètres avec Käthe Krauss, Grete Winkels et Marie Dollinger, le 21 juin 1936 à Cologne (amélioration du record détenu depuis 1932 par le relais américain composé de Carew-Furtsch-Rogers-von Bremen)

- 46 s 4 en relais 4 × 100 mètres avec Käthe Krauss, Ilse Dörffeldt et Marie Dollinger, le 8 août 1936 à Berlin (amélioration du record détenu depuis le 21 juin 1936 par un autre relais allemand composé de Albus-Krauss-Dollinger-Winkels, sera battu en 1952 par le relais australien composé de Strickland-Johnston-Cripps-Jackson)

### Records olympiques
- 46 s 4 en relais 4 × 100 mètres avec Käthe Krauss, Ilse Dörffeldt et Marie Dollinger, le 8 août 1936 à Berlin (amélioration du record détenu depuis la finale des Jeux olympiques d'été de 1932 par le relais américain composé de Carew-Furtsch-Rogers-von Bremen, sera battu en demi-finale des Jeux olympiques d'été de 1952 par le relais australien composé de Strickland-Johnston-Cripps-Jackson)

### Records d'Europe
- 46 s 5 en 4 × 100 mètres avec Käthe Krauss, Grete Winkels et Marie Dollinger, le 21 juin 1936 à Cologne (amélioration du record détenu depuis 1930 par autre relais allemand composé de Kellner-Holzer-Karrer-Gelius)
- 46 s 4 en relais 4 × 100 mètres avec Käthe Krauss, Ilse Dörffeldt et Marie Dollinger, le 8 août 1936 à Berlin (amélioration du record détenu depuis le 21 juin 1936 par un autre relais allemand composé de Albus-Krauss-Dollinger-Winkels, sera battu en 1952 par le relais allemand composé de Knab-Sander-Klein-Petersen)